# 용암 강다리기
용암 강다리기는 세종특별자치시 연서면 용암리에 전승되어 온 정월대보름의 집단 민속놀이이다.  
2016년 12월 30일 무형문화재 제2호로 지정되었다. 

## 지정 사유
용암 강다리기는 용암리라는 한 마을 단위에서 주민들에 의해 자생력을 갖추고 비교적 온전히 전승되어 온 정월대보름의 집단 민속놀이로서 세종특별자치시 무형문화재로 지정하여 보존․관리하고자 지정하였다.

## 참고 자료
- 용암 강다리기 - 국가유산청 국가유산포털